# 丁悚
丁悚（1891年9月27日—1969年12月3日），字慕琴，是一位中国画家。

## 生平
1891年出生于浙江嘉善县（今上海金山区枫泾镇），幼年在上海老北門昌泰當鋪當學徒，曾经在土山湾孤儿院学习，自幼喜繪畫，師從周湘。初學西畫，善於素描，繼研習國畫，擅長人物、仕女、佛像，後入上海美术专科学校教寫生畫，受聘於上海英美菸草公司廣告部为月份牌作宣传画。曾為《禮拜六》刊物畫封面，前後在《申报》、《新闻报》、《神州日报》等報上發表過的漫畫近500幅，尤擅諷刺畫，曾被南京有關方面傳訊。離開菸草公司後，歷任上海美專、同濟、晏摩氏、神州、進德等校教授。1924年和黃文農、張光宇、葉淺予、王敦慶等發起成立“漫畫會”。三十年代轉入電影制片廠。
1969年12月3日在上海逝世。后葬于上海金山区枫泾公墓。

## 家庭
1916年与金素娟结婚，其子丁聰也是名畫家。著有《六月裏的上海人民》、《雙十節》、《蟲傷鼠咬》、《丁悚百美圖外集》。